# 大澤信陽
大澤 信陽（おおさわ のぶあき、1977年11月10日 - ）は起業家。他にもFuture Life Creator（未来生活創造家）、写真家、Web系エンジニアなど様々な分野に渡って活動を続けている。2018年以降の活動は「移動」をテーマにしたものが多い。『「移動」の概念を変えて、誰もが自由に移動できる世界を創る！』『ICTがコミュニケーションの障害を無くしたように、Universal MaaSで移動の障害を無くす！』『誰もが移動をあきらめない世界を創る！』というキャッチフレーズをベースに、Universal MaaS～誰もが移動をあきらめない世界へ～（ユニバーサルMaaS、ユニバーサル・マース）というコンセプト（ユニバーサルデザインでMaaS[Mobility as a Service]を構築し、移動躊躇層に対して移動の楽しさやきっかけを提供する）で、全日本空輸株式会社（ANA）にて新規事業を興したり、Universal MaaS Community（UMC：ユニバーサル・マース・コミュニティ）というコミュニティを立ち上げ、新たな移動需要を創出する活動を行っていたりする。一方、写真家としては、日本のみならず世界の風景や建造物、人物を独自の視点で「切り撮った」作品が多い。

## 経歴
明治大学政治経済学部卒。旅行関連のパンフレットや雑誌、Webサイト上に数々の風景写真を提供し続けている。2012年「エア・カナダ フォトコンテスト2012」で入賞し、同社の2013年カレンダー写真に採用されている。

## 掲載出版物・出演メディア
- 総合旅行誌『旅の友 11月号』（2008年10月10日発行）クラブツーリズム株式会社
- 『KensetsuFILMS VOL.02　地下の大動脈 -シールド工法-』（2009年）社団法人 日本建設業団体連合会
- 『ART BOX vol.3 Photography』（2009年8月20日発売）株式会社アートボックスインターナショナル
- 『2009 Christmas Collection　～ クリスマス コレクション ～』（2009年12月）茨城交通株式会社
- 地域密着レジャー情報フリーマガジン『遊んどこっ』（2010年1月号表紙背景写真）コマップ株式会社
- 『日本藝術の創跡 2010』（2010年5月10日発行）現 株式会社クオリアート
- 『月刊ブレーン2014年5月号』（2014年4月1日発行）株式会社宣伝会議
- 『NHK首都圏ニュース』（2017年10月1日）
- 『NHKニュース7』（2017年10月1日）
- 『めざましテレビ』（2017年10月2日）